# David Pérez Ibáñez
David Pérez Ibáñez (Hospitalet de Llobregat, 14 de diciembre de 1960) es un funcionario y político español.

## Biografía
Estudió COU y obtuvo un diploma de postgrado en Ciencia Política por la Universidad de Barcelona. Actualmente estudia Humanidades a través de la UOC. Es funcionario de carrera de la Administración pública desde 1981, como jefe de negociado de selección y formación de personal. Actualmente es diputado por Barcelona y Secretario segundo de la Mesa del Parlament. Ha desarrollado responsabilidades de gerente en el PSC entre 2014 y 2017, partido al que se afilió en 1979 y en el que sigue militando. 
Ha sido regidor y teniente de alcalde del Ayuntamiento de Hospitalet de Llobregat (1991-2003) ejerciendo como portavoz del grupo municipal hasta 1997 y encargándose de las áreas de cultura, medio ambiente y política social. Ha formado parte de distintas entidades metropolitanas, como la Mancomunidad de Municipios del Área Metropolitana de Barcelona y el Consorcio de Comunicación Local (COM Radio). También es miembro de la Cruz Roja, de la Unión General de Trabajadores (UGT), del Club de Tiro de Barcelona y del Centro de Estudios de Hospitalet.
En 1999 el Partido de los Socialistas de Cataluña le incluyó en las listas a las elecciones al Parlamento de Cataluña de 1999, en las que fue elegido diputado, cargo que mantendría en las siguientes convocatorias electorales de 2003 y 2006.
En ese período, ejerció como portavoz adjunto del Grupo Parlamentario Socialista, miembro de la dirección del grupo, diputado interventor, portavoz de diversas comisiones parlamentarias y ponente de diversas leyes, entre las cuales destacan la del Reglamento del Parlamento, la de memoria histórica, la de creación del Centro de Estudios de Opinión, la de la Oficina Antifraude de Cataluña, la del Instituto de Seguridad Pública de Catalunya y la ponencia conjunta para una nueva ley electoral de Cataluña. 
En las elecciones autonómicas de 2010 fue en el puesto 25 de la lista del PSC por Barcelona, por lo que no revalidó su escaño. Posteriormente fue nombrado asesor del grupo socialista en la Diputación de Barcelona. y asesor del Ayuntamiento de Hospitalet de Llobregat en materia de seguridad ciudadana (2012-2013)
El 3 de febrero de 2015, nuevamente ocupó el puesto de diputado por la Provincia de Barcelona en el Parlamento de Cataluña al substituir a Daniel Fernández González, el cual se vio obligado a dimitir por su relación en un caso con Manuel Bustos Garrido y el caso Caso Mercurio.
En las Elecciones al Parlamento de Cataluña de 2015 del 27 de septiembre de 2015, ocupó el puesto número 7 de la lista del Partido de los Socialistas de Cataluña y fue elegido nuevamente diputado para la XI legislatura del Parlamento de Cataluña. Ha ocupado, el cargo de Secretario Segundo de la Mesa del Parlament y ha sido el portavoz del Grupo Parlamentario Socialista en la Comisión de Control de la Corporación Catalana de Medios Audiovisuales. En la actualidad ocupa el cargo de Vicepresidente Segundo del Parlamento de Catalunya.